# Lư Tử bá vương
Thục vương (chữ Hán: 蜀王, trị vì: ?-316 TCN) hoặc Lô Tử Bá Vương (芦子霸王) là thụy hiệu của vị quân chủ cuối cùng Khai Minh thị nước Thục thời Xuân Thu Chiến Quốc trong lịch sử Trung Quốc ở khu vực Thành Đô tỉnh Tứ Xuyên ngày nay, không rõ tên thật ông là gì nhưng có thể biết chắc rằng ông là hậu duệ đời thứ 12 của Thục Tùng đế Biết Linh.
Theo nhiều tư liệu cổ ngày nay vẫn còn lưu trữ được thì Thục vương là một ông vua tham lam ngu tối, ông có sở thích sưu tầm những đồ vật lạ quý hiếm mà phải là hàng độc có một không hai trên đời. Trong cung điện nhà vua chẳng thiếu gì những trân châu, mã não hay những chuỗi ngọc trai khảm vàng ròng óng ánh, lại có cả những cống phẩm của lân bang như: sừng tê giác, ngà voi..v..v..Bấy giờ Tần Huệ Văn Vương đang có kế hoạch đánh chiếm nước Thục nhưng ngặt nỗi đường đi vào nước này rất khó khăn phải qua nhiều khe vách núi rất hiểm trở, nếu muốn tiến quân phải len lỏi từng người mới có thể đi qua chứ không ồ ạt tấn công được. Bấy giờ có người hiến kế cho nhà vua rằng:"vua nước Thục rất tham lam, ta nên sai thợ điêu khắc giỏi trong nước lấy đá khối tạc thành hình con trâu đặt ở giữa biên giới Tần và Thục. Hàng ngày ta sai người đem một thỏi vàng ra đặt dưới đít trâu rồi phao tin ầm nên rằng "trâu đá ỉa ra vàng", vua Thục là người hám của lạ tất nhiên sẽ không thể ngồi yên mà sẽ cho quân dọn đường để lấy bằng được con trâu đá đó. Lúc bấy giờ có sẵn đường ta cứ việc đem binh tràn sang khỏi phải nhọc công làm đường vừa dễ lộ cơ mưu lại vừa mệt sức lính, đấy chính là sách lược lưỡng toàn một tên trúng hai đích vậy".
Tần Huệ Văn Vương nghe xong lập tức y lệnh thực hiện ngay lời cố vấn trên, quả nhiên Thục đế phái dân công làm việc cật lực trong mấy tháng trời cuối cùng cũng san phẳng con đường dẫn tới chỗ có "trâu đá". Tuy nhiên Thục đế chưa kịp mang con "trâu đá" về lấy vàng thì quân đội nước Tần đã bất thình lình tràn theo con đường đó tiến thẳng vào kinh đô nước Thục, vua Thục không chống cự nổi phải mở cửa thành đầu hàng rồi bị phế truất thành Thục hầu, từ đó người ta đặt tên con đường này là Thạch Ngưu đạo nghĩa là đường Trâu đá để kỉ niệm sự kiện lịch sử trên.